# Mazé (Maine-et-Loire)
Pour les articles homonymes, voir Mazé.
Mazé est une ancienne commune française située dans le département de Maine-et-Loire, en région Pays de la Loire, devenue le 1er janvier 2016, une commune déléguée de la commune nouvelle de Mazé-Milon.

## Géographie
Commune angevine de la vallée de l'Authion, Mazé se situe sur les routes D 55, Saint-Mathurin-sur-Loire, et D 74, Bauné.
Son territoire se trouve sur les unités paysagères du Plateau du Baugeois et du Val d'Anjou.

## Toponymie et héraldique

### Toponymie
Du nom d'homme latin Masius + suffixe -acum.

### Héraldique
| Blason de Mazé | Blason  | Parti : au 1er burelé d'argent et de gueules, à la cotice d'or brochante, au 2e de gueules semé de fleurs de lis d'or. |
| Blason de Mazé | Détails | Le statut officiel du blason reste à déterminer.                                                                       |

## Histoire
En 2016, les communes de Mazé et de Fontaine-Milon se regroupent donnant naissance à la nouvelle commune de Mazé-Milon.

## Politique et administration

### Administration municipale

#### Administration actuelle
Depuis le 1er janvier 2016, Mazé constitue une commune déléguée au sein de la commune nouvelle de Mazé-Milon et dispose d'un maire délégué.
| Période                                  | Période      | Identité       | Étiquette | Qualité |
| ---------------------------------------- | ------------ | -------------- | --------- | ------- |
| janvier 2016                             | janvier 2016 | Christophe Pot |           |         |
| janvier 2016                             | mai 2020     | Éric Porcher   |           |         |
| mai 2020                                 | en cours     | Christophe Pot |           |         |
| Les données manquantes sont à compléter. |              |                |           |         |

#### Administration ancienne
| Période                                  | Période       | Identité                         | Étiquette | Qualité |
| ---------------------------------------- | ------------- | -------------------------------- | --------- | --- |
| Les données manquantes sont à compléter. |               |                                  |           | |
| 1806                                     | 1834          | Comte Erasme-Gaspard de Contades |           | |
| Les données manquantes sont à compléter. |               |                                  |           | |
| vers 1932                                |               | Jean Baudouin                    |           | |
| vers 1949                                | mars 1959     | Victor Bauné                     |           | Exploitant agricole |
| mars 1959                                | mars 1971     | Antonin Thénevaut                |           | |
| mars 1971                                | mars 1983     | Marquis Arnold de Contades       | RI        | Directeur de publications et administrateur de sociétés Propriétaire du château de Montgeoffroy Officier de l'ordre national du Mérite |
| mars 1983                                | juin 1995     | Émile Audouin                    | Centriste | Expert agricole et foncier |
| juin 1995                                | mars 2001     | Serge Legros                     | DVG       | Retraité de l'enseignement |
| mars 2001                                | décembre 2015 | Christophe Pot                   | DVD       | Responsable production |

### Ancienne situation administrative
La commune est membre en 2015 de la communauté de communes de Beaufort-en-Anjou, elle-même membre du syndicat mixte Pays des Vallées d'Anjou.

## Population et société

### Démographie
L'évolution du nombre d'habitants est connue à travers les recensements de la population effectués dans la commune depuis 1793. À partir du 1er janvier 2009, les populations légales des communes sont publiées annuellement dans le cadre d'un recensement qui repose désormais sur une collecte d'information annuelle, concernant successivement tous les territoires communaux au cours d'une période de cinq ans. 
Pour les communes de moins de 10 000 habitants, une enquête de recensement portant sur toute la population est réalisée tous les cinq ans, les populations légales des années intermédiaires étant quant à elles estimées par interpolation ou extrapolation. Pour la commune, le premier recensement exhaustif entrant dans le cadre du nouveau dispositif a été réalisé en 2006,.
En 2013, la commune comptait 4 990 habitants, en évolution de +6,49 % par rapport à 2008 (Maine-et-Loire : +3,3 %, France hors Mayotte : +2,49 %).
| 1793  | 1800  | 1806  | 1821  | 1831  | 1836  | 1841  | 1846  | 1851  |
| ----- | ----- | ----- | ----- | ----- | ----- | ----- | ----- | ----- |
| 3 377 | 3 752 | 3 710 | 4 146 | 3 897 | 3 895 | 3 778 | 3 699 | 3 882 |

| 1856  | 1861  | 1866  | 1872  | 1876  | 1881  | 1886  | 1891  | 1896  |
| ----- | ----- | ----- | ----- | ----- | ----- | ----- | ----- | ----- |
| 3 822 | 3 670 | 3 597 | 3 274 | 3 293 | 3 170 | 3 151 | 3 147 | 3 071 |

| 1901  | 1906  | 1911  | 1921  | 1926  | 1931  | 1936  | 1946  | 1954  |
| ----- | ----- | ----- | ----- | ----- | ----- | ----- | ----- | ----- |
| 2 986 | 3 016 | 2 871 | 2 608 | 2 756 | 2 647 | 2 646 | 2 630 | 2 593 |

| 1962  | 1968  | 1975  | 1982  | 1990  | 1999  | 2006  | 2011  | 2013  |
| ----- | ----- | ----- | ----- | ----- | ----- | ----- | ----- | ----- |
| 2 606 | 2 512 | 2 555 | 3 192 | 3 714 | 3 875 | 4 485 | 4 879 | 4 990 |

### Pyramide des âges
La population de la commune est relativement jeune. Le taux de personnes d'un âge supérieur à 60 ans (19 %) est en effet inférieur au taux national (21,8 %) et au taux départemental (21,4 %).
Contrairement aux répartitions nationale et départementale, la population masculine de la commune est supérieure à la population féminine (50,2 % contre 48,7 % au niveau national et 48,9 % au niveau départemental).
La répartition de la population de la commune par tranches d'âge est, en 2008, la suivante :
- 50,2 % d’hommes (0 à 14 ans = 24,4 %, 15 à 29 ans = 13,5 %, 30 à 44 ans = 23,9 %, 45 à 59 ans = 20,7 %, plus de 60 ans = 17,5 %) ;
- 49,8 % de femmes (0 à 14 ans = 23,5 %, 15 à 29 ans = 12,7 %, 30 à 44 ans = 24 %, 45 à 59 ans = 19,3 %, plus de 60 ans = 20,5 %).

| Hommes | Classe d’âge | Femmes |
| ------ | ------------ | ------ |
| 0,5    | 90 ans ou +  | 1,4    |
| 5,9    | 75 à 89 ans  | 7,4    |
| 11,1   | 60 à 74 ans  | 11,7   |
| 20,7   | 45 à 59 ans  | 19,3   |
| 23,9   | 30 à 44 ans  | 24,0   |
| 13,5   | 15 à 29 ans  | 12,7   |
| 24,4   | 0 à 14 ans   | 23,5   |

| Hommes | Classe d’âge | Femmes |
| ------ | ------------ | ------ |
| 0,4    | 90 ans ou +  | 1,1    |
| 6,3    | 75 à 89 ans  | 9,5    |
| 12,1   | 60 à 74 ans  | 13,1   |
| 20,0   | 45 à 59 ans  | 19,4   |
| 20,3   | 30 à 44 ans  | 19,3   |
| 20,2   | 15 à 29 ans  | 18,9   |
| 20,7   | 0 à 14 ans   | 18,7   |

## Économie
Sur 257 établissements présents sur la commune à fin 2010, 16 % relevaient du secteur de l'agriculture (pour une moyenne de 17 % sur le département), 5 % du secteur de l'industrie, 15 % du secteur de la construction, 52 % de celui du commerce et des services et 12 % du secteur de l'administration et de la santé.

## Culture locale et patrimoine

### Lieux et monuments

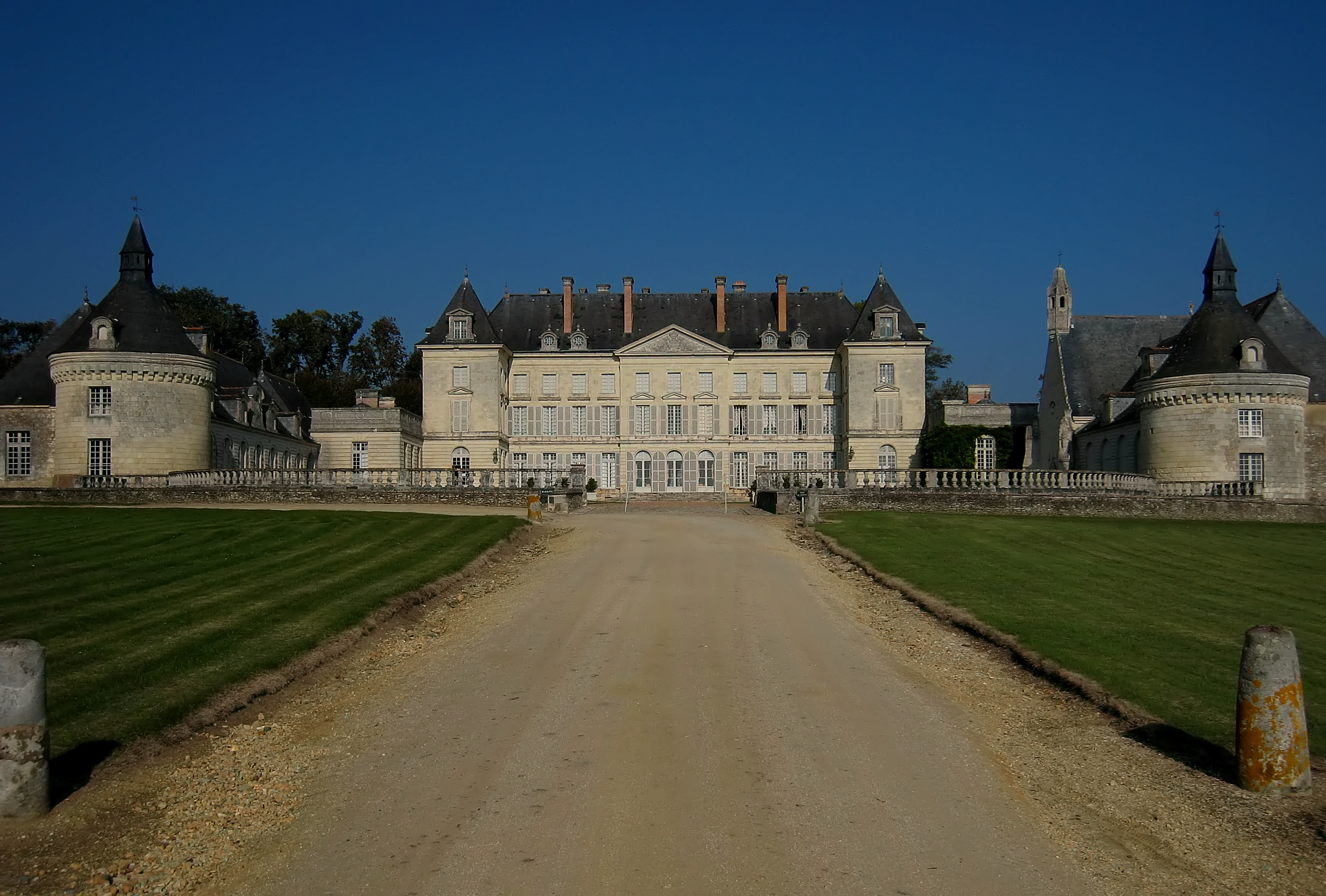
Le château de Montgeoffroy

- Le château de Montgeoffroy : reconstruit en 1772-1775 par l'architecte parisien Jean Benoît Vincent Barré et l'architecte angevin Simier pour le maréchal Louis Georges Érasme de Contades.

Il y fut tourné, en 1966, le téléfilm Le Jeu de l'amour et du hasard, d'après Marivaux, réalisé par Marcel Bluwal, avec, entre autres, les acteurs Claude Brasseur, Danièle Lebrun et Jean-Pierre Cassel.

### Personnalités liées à la commune
- Louis Georges Érasme de Contades (1704-1795), Maréchal de France.
- Georges-Gaspard de Contades (1724-1794), militaire, chouan.
- Émile Joulain, né dans les « Bas-Pays » de la vallée de l'Authion, à Mazé en 1900, et mort en 1989. Écrivain et poète du terroir de l'Anjou, il composa de nombreux rimiaux en patois angevin.
- Claude Bourrigault (1932-2021), joueur de football professionnel.
- Le marquis Arnold de Contades (1933-2018), né sur la commune, directeur de publications.
- Pascal Rabaté (1961- ), auteur de bande dessinée et réalisateur. A réalisé à Mazé pour le cinéma l'adaptation de sa BD Les petits Ruisseaux (2010) avec Daniel Prévost et Hélène Vincent.